# Ziordia
Ziordia là một đô thị trong tỉnh và cộng đồng tự trị Navarre, Tây Ban Nha. Đô thị này có dân số là 381 người (năm 2007), diện tích 14,39 km2. Đô thị Ziordia nằm ở độ cao 553 m trên mực nước biển, cách tỉnh lỵ 55 km.

## Biến động dân số
| Biến động dân số theo thời gian                       | Biến động dân số theo thời gian | Biến động dân số theo thời gian | Biến động dân số theo thời gian | Biến động dân số theo thời gian | Biến động dân số theo thời gian | Biến động dân số theo thời gian | Biến động dân số theo thời gian | Biến động dân số theo thời gian | Biến động dân số theo thời gian | Biến động dân số theo thời gian |
| 1996                                                  | 1998                            | 1999                            | 2000                            | 2001                            | 2002                            | 2003                            | 2004                            | 2005                            | 2006                            | 2007                            |
| ----------------------------------------------------- | ------------------------------- | ------------------------------- | ------------------------------- | ------------------------------- | ------------------------------- | ------------------------------- | ------------------------------- | ------------------------------- | ------------------------------- | ------------------------------- |
| 372                                                   | 373                             | 382                             | 368                             | 361                             | 364                             | 365                             | 369                             | 361                             | 351                             | 329                             |
| Nguồn: Ziordia et instituto de estadística de navarra |                                 |                                 |                                 |                                 |                                 |                                 |                                 |                                 |                                 |                                 |